# Горный армейский корпус «Норвегия»
Горный армейский корпус «Норвегия» (нем. Gebirgs-Korps Norwegen) — сформирован 1 июля 1940 года (из 21-й корпусной группы).

## Боевой путь корпуса
Воевал в 1941—1942 годах в советском заполярье, на Мурманском направлении. В ноябре 1942 года — переименован в 19-й горный армейский корпус.

## Состав корпуса
В 1941:
- 2-я горнопехотная дивизия
- 3-я горнопехотная дивизия

В 1942:
- 2-я горнопехотная дивизия
- 6-я горнопехотная дивизия

## Командующие корпусом
- С июня 1940 — генерал горных войск Эдуард Дитль
- С января 1942 — генерал горных войск Фердинанд Шёрнер